# Orazio Spínola

Kardinalswappen (modernes Schema)

Orazio Spinola (* etwa 1547 in Genua; † 24. Juni 1616) war ein italienischer Erzbischof und Kardinal.
Spinola war das dritte von neun Kindern von Giovanni Spinola und Gironima Doria, Schwester von Herzog Giannandrea Doria. Seine Geschwister waren Artemisia, Giannettino, Vittoria, Bianca, Ottavia und drei weitere Kinder. Andere Kardinäle der verschiedenen Zweige der Familie Spinola waren Agostino Spinola (Kreierung 1527), Filippo Spinola (1583), Agustín Spínola (1621), Giandomenico Spinola (1626), Giulio Spinola (1666), Giambattista Spinola, seniore (1681), Giambattista Spinola, iuniore (1695), Niccolò Spinola (1715), Giorgio Spinola (1719), Giovanni Battista Spinola (1733), Girolamo Spinola (1759) und Ugo Pietro Spinola (1831).
Spinola studierte an der Universität Padua und promovierte zum Doktor beider Rechte. Während des Pontifikats von Sixtus V. ging er nach Rom und wurde Refentar am Tribunal der Apostolischen Signatur. Zeitweise war er Vizelegat in Bologna. Darüber hinaus wurde ihm der Titel eines überzähligen Apostolischer Protonotar verliehen.
Am 20. Dezember 1600 wurde er zum Erzbischof von Genua ernannt. Am 15. März 1601 erhielt er das Pallium. Am 1. April 1601 weihte Alfonso Paleotti, Erzbischof von Bologna ihn in Bologna zum Bischof.
Am 11. September 1606 wurde Spinola von Papst Paul V. er zum Kardinal erhoben und Legat in Ferrara. Erst beinahe zehn Jahre später konnte er am 9. Januar 1616 den Kardinalshut entgegennehmen und am 11. Januar 1616 in seiner Titelkirche San Biagio dell’Anello installiert werden.